# Mars 1780
Cette page présente les faits marquants du mois de mars 1780.

## Événements
- 2 - 12 mars : siège de Fort Charlotte devant Mobile[1].

- 10 mars (28 février du calendrier julien) : « Neutralité armée » de la Russie dans le conflit entre la Grande-Bretagne et ses colonies américaines. Formation d’une ligue des neutres entre la Russie, la Suède et le Danemark, rejoints par le Portugal[2].

- 14 mars : les Espagnols prennent le fort de Mobile, dernier fort britannique sur le Mississippi[3].

- 29 mars : début du siège de Charleston, en Caroline du Sud.

## Naissances
- 7 mars : Pierre-Jacques de Potier (1780-1840), général français.
- 11 mars : August Leopold Crelle (mort en 1855), mathématicien et ingénieur en architecture allemand.

## Décès
- 14 mars : Roque Joaquín de Alcubierre (né en 1702), militaire espagnol, pionnier de l'archéologie.